# Agent Orange (album)
Agent Orange è il terzo album del gruppo thrash metal tedesco Sodom, pubblicato nel 1989.
Agent Orange è stato il primo album Thrash metal tedesco ad entrare nelle classifiche in Germania; inoltre, è l'album di Thrash metal teutonico che ha venduto più copie.

## Il disco
L'album è dedicato "to all people - soldiers and civilians - who died by senseless aggressions of wars all over the world" (a tutte le persone - soldati e civili - morti nelle insensate azioni di guerra in tutto il mondo). L'argomento centrale dei testi è proprio la guerra, in particolare la guerra del Vietnam (argomento spesso trattato dal frontman Tom Angelripper, in canzoni come Persecution Mania o nel concept album M-16). Agent Orange è infatti il nome di un erbicida, l'Agente Arancio, che origina diossina, utilizzato dall'esercito americano nella guerra del Vietnam per distruggere le foreste che offrivano riparo ai Viet Cong. La canzone Magic Dragon, inoltre, descrive l'attacco di un AC-47, cannoniera volante americana.
Non bisogna tuttavia pensare che il gruppo esalti o glorifichi la guerra: essa è mostrata nel suo aspetto più crudo e realistico, condannata come atrocità orribile, e il vero pensiero della band è espresso nella canzone Ausgebombt: "no trade with death, no trade with arms, dispense the war, learn from the past" (niente affari con la morte, niente affari con le armi, rifiuta la guerra, impara dal passato).
Nel marzo del 2010 Agent Orange è stato pubblicato nuovamente includendo un secondo CD bonus ed altro materiale inedito, come alcune foto rare.

## La copertina
Nell'artwork di copertina è raffigurato un attacco aereo di un AC-47, del quale si vede anche l'interno, dove è presente Knarrenheinz con la solita tuta, la maschera e l'M-16. Nell'immagine estesa comprendente anche il retro della copertina, si scopre che il raid sta colpendo uno stabilimento dei Viet Cong, bombardato anche da un altro aereo e sovrastato da un terzo velivolo che sparge sul villaggio l'agente arancio (che dà il titolo all'album), il cui fumo assume la forma di un teschio.
L'immagine è chiaramente tratta dalla foto scattata da Larry Burrows "AC-47", durante la guerra del Vietnam.

## Tracce
1. Agent Orange – 6:04
2. Tired and Red – 5:26
3. Incest – 4:40
4. Remember the Fallen – 4:21
5. Magic Dragon – 6:00
6. Exhibition Bout – 3:36
7. Ausgebombt – 3:05
8. Baptism of Fire – 4:04

Bounus Track
1. Don't Walk Away (Tank cover) – 2:56

Bonus CD della ristampa del 2010
1. Incest (live) – 4:18
2. Agent Orange (live) – 5:26
3. Tired and Red (live) – 5:01
4. Remember the Fallen (live) – 4:05
5. Ausgebombt (live) – 3:47
6. Ausgebombt (versione tedesca) – 3:06

## Formazione
- Tom Angelripper - voce, basso
- Frank Blackfire - chitarra
- Chris Witchhunter - batteria